# Diamonds and Pearls Deluxe
Diamonds and Pearls Deluxe ist eine überarbeitete Neuauflage von Prince’ 13. Studioalbum Diamonds and Pearls, die postum am 27. Oktober 2023 bei dem Label Legacy Recordings / NPG Records / Warner Bros. Records erschien. Die Neuauflage ist unter anderem in der „Super Deluxe Edition“ als Siebenfach-CD-Album mit 75 Songs erhältlich, wovon 33 zuvor unveröffentlichte Studioversionen sind, die Prince im Zeitraum von 1990 bis 1992 aufgenommen hatte.
Außerdem ist ein Livekonzert aus dem Musikklub Glam Slam North in Minneapolis von Januar 1992 zu hören, bei dem Jevetta Steele mit ihrer Gospelband The Steeles als musikalische Gäste mitwirken. Die „Super Deluxe Edition“ enthält zusätzlich eine Blu-ray Disc von diesem Livekonzert sowie Prince’ Auftritt bei den Special Olympics World Summer Games 1991 im Metrodome in Minneapolis und die Diamonds and Pearls Video Collection, die bereits im Oktober 1992 auf VHS und 2006 auf DVD erschien.
Die Musik der zuvor unveröffentlichten Songs zählt zu den Genres Contemporary R&B, Funk, Hip-Hop, Pop, Rock und Soul, die Liedtexte handeln von zwischenmenschlichen Beziehungen, Liebe und sexuelle Anspielungen. Musikkritiker bewerteten die Neuauflage besser als das Originalalbum im Jahr 1991.

Das mit mehrfach Platinstatus ausgezeichnete Originalalbum Diamonds and Pearls brachte Prince mit seiner Begleitband The New Power Generation ursprünglich im Oktober 1991 heraus; alle Songs wurden im Jahr 2023 digital nachbearbeitet und sind auf Diamonds and Pearls Deluxe auch zu hören. In den internationalen Hitparaden wurde die Neuauflage nicht separat gelistet; die Verkaufszahlen wurden zum Originalalbum von 1991 gerechnet, sodass dieses als „Wiedereinstieg“ geführt wurde.

## Entstehung
Das Originalalbum hatte Prince im Oktober 1991 bei dem Label Warner Bros. Records veröffentlicht. Es erreichte in mehreren Ländern Gold- oder Platinstatus und zählt neben 1999 und Purple Rain zu den drei kommerziell erfolgreichsten Alben seiner Karriere.
Am 24. August 2023 kündigte The Prince Estate („Der Prince-Nachlass“) an, im Oktober 2023 eine „Super Deluxe Edition“ des Albums Diamonds and Pearls mit zuvor unveröffentlichten Songs herauszubringen. Dabei arbeitete NPG Records zum ersten Mal mit den beiden Musiklabels Legacy Recordings und Warner Bros. Records zusammen. Seit Prince’ Tod im Jahr 2016 waren seine Tonträger entweder von NPG Records mit Warner Bros. Records herausgebracht worden, oder von NPG Records mit Legacy Recordings, das zu Sony Music Entertainment gehört.
Diamonds and Pearls Deluxe ist nach Purple Rain Deluxe (2017), 1999 Super Deluxe (2019) und Sign o’ the Times Super Deluxe (2020) die vierte Neuauflage eines Prince-Albums, die The Prince Estate postum veröffentlichte.

### AufnahmenVault I
1. Schoolyard nahm Prince am 2. Juli 1990 in den Olympic Studios in London auf, als er mit seiner Nude-Tour in England gastierte. Am 18. Oktober 1990 erwähnte er den Song in einem vom US-Musikmagazin Rolling Stone veröffentlichten Interview, und am 25. November 1990 wurde die auf der Neuauflage veröffentlichte Version fertiggestellt. Im Dezember platzierte Prince das Stück auf dem Album Diamonds and Pearls, strich es aber wieder, nachdem er andere Tracks wie Cream, Push und Thunder aufgenommen hatte.
2. My Tender Heart komponierte Prince zusammen mit Rosie Gaines, die er Anfang 1990 in seine Begleitband für die Nude-Tour engagiert hatte. Sie schrieb den Song für ihren damaligen Ehemann Francis Jules, den sie im Sommer 1990 während der Nude-Tour kennengelernt hatte. Prince spielte das Stück ebenfalls während der Nude-Tour in London ein, aber diesmal am 6. Juli 1990 in den Metropolis Studios. Er wollte Gaines’ Solokarriere als Sängerin unterstützen und ihr Album Concrete Jungle produzieren, für das Gaines 1992 eine Version mit ihrem Hauptgesang aufnahm. Außerdem sollte My Tender Heart 1993 als Vorab-Single des Albums ausgekoppelt werden, doch das gesamte Projekt wurde abgebrochen. Concrete Jungle wurde in Closer Than Close umbenannt und erschien erst im März 1995, auf dem Gaines’ Version von My Tender Heart schließlich zu hören ist.
3. Der Produzent und Regisseur D. Channsin Berry (* 1959) schrieb für Gaines einen Song namens Joy and Pain, der ursprünglich für ein zukünftiges Album von ihr vorgesehen war. Gaines präsentierte das Stück Prince, der es überarbeitete, zusätzlichen Liedtext schrieb und in Pain umbenannte. Am 6. Juli 1990 nahm er es mit ihrem Hauptgesang in den Metropolis Studios auf und platzierte diese Version auf Concrete Jungle. Zudem platzierte er den Song als B-Seite der geplanten Singleauskopplung My Tender Heart. Da Concrete Jungle aber nicht fertiggestellt wurde, spielte Prince eine eigene Version mit seinem Hauptgesang am 7. Januar 1992 im Tonstudio Record Plant in Los Angeles ein. Dann gab er Pain an Chaka Khan weiter, die das Stück in einer weiteren überarbeiteten Version auf dem im September 1997 veröffentlichten Soundtrack von Living Single der gleichnamigen US-TV-Serie platzierte. Am 22. April 2016, einen Tag nach Prince’ Tod, wurde seine Version auf Gaines’ Facebook-Benutzerkonto von ihrer Tochter Latoya (* 1978) gestreamt.
4. Ursprünglich war der von Rosie Gaines im Jahr 1989 geschriebene Song Streetwalker auch für Concrete Jungle geplant, und Prince nahm ihn wie My Tender Heart und Pain am 6. Juli 1990 in den Metropolis Studios in London auf, aber ohne Gaines. Das Stück blieb unveröffentlicht und erst zweieinhalb Jahre später wurde Streetwalker am 13. Januar 1993 im Paisley Park Studio abgemischt.
5. Lauriann spielte Prince am 3. September 1990 in den Warner Pioneer Studios in Tokio ein, als er mit seiner Nude-Tour in Japan gastierte. Die auf der Neuauflage zu hörende Version wurde zwei Wochen später am 18. September im Paisley Park Studio abgemischt. Am 30. Dezember 1992 überarbeitete Prince das Stück, veröffentlichte beide Versionen zu Lebzeiten aber nicht. Ob der Song auch für Diamonds and Pearls bestimmt war, ist nicht bekannt.
6. Auch Darkside spielte Prince in den Warner Pioneer Studios ein, und zwar am 4. September 1990. Erst durch die Ankündigung der Neuauflage von The Prince Estate im August 2023 wurde öffentlich von dem Song berichtet. Zuvor hatte keine Prince-Literatur das Stück erwähnt, Informationen im Internet waren ebenfalls nicht zu finden gewesen.
7. Von Ende September 1990 bis zum 24. Oktober 1990 verweilte Prince in Los Angeles, um seinen Film Graffiti Bridge fertigzustellen. Zudem nahm er in dem Stadtteil North Hollywood auch Songs in den Larrabee Sound Studios auf, wie beispielsweise am 8. Oktober Insatiable (Early Mix – Full Version). Von Anfang an plante er, das Stück auf Diamonds and Pearls zu veröffentlichen und spielte alle Instrumente selbst ein.
8. Glam Slam ’91 nahm Prince am 29. Oktober 1990 im Paisley Park Studio auf. Um Werbung für seinen am 16. Oktober neu eröffneten Musikklub Glam Slam North in Minneapolis zu machen, schickte er den Song dem Radiosender WLOL (heute als KSJN bekannt), der für das Sendegebiet der Metropolregion Minneapolis–Saint Paul zuständig war. Am 6. Januar 1991 wurde Glam Slam ’91 erstmals im Radio gespielt, käuflich zu erwerben war der Song allerdings nicht.
9. Das Stück Live 4 Love (Early Version) spielte Prince am 19. November 1990 mit Schlagzeuger Michael Bland, Bassist Sonny Thompson und Keyboarder Tommy Barbarella im Paisley Park Studio ein, und nicht schon Ende Dezember 1989, wie zuvor angenommen wurde. Tony Mosley wirkte an dieser Version nicht mit und fügte entsprechende Rap-Parts am 5. Dezember hinzu, weswegen er auch als Autor der Albumversion von 1991 angegeben ist. Ursprünglich platzierte Prince Live 4 Love an zehnter Stelle des Diamonds and Pearls-Albums, verschob den Song am 1. März 1991 aber auf die 13. und letzte Position, wo er auf dem Album auch veröffentlicht wurde.
10. Sowohl Cream als auch Cream (Take 2) nahm Prince am 3. Dezember 1990 im Paisley Park Studio auf. Ein im „The Vault“ fotografiertes Tonband listet mit „Cut 1, 2, 3“ sogar drei Versionen mit Tagesangabe auf, was auf das genaue Aufnahmedatum hinweist. Doch über die dritte Version existieren keine weiteren Informationen.
11. Eine Woche später nahm Prince am 10. Dezember 1990 den Track Skip to My You My Darling im Paisley Park Studio auf. Er schrieb das Stück zusammen mit Levi Seacer Jr. und Jevetta Steele; sie ist Mitglied der Steele-Familie, eine aus Minneapolis stammende Gospel-Gruppe, und veröffentlichte im Mai 1991 eine Version unter dem Titel Skip 2 My U My Darling mit ihrem Hauptgesang auf ihrem Debütalbum Here It Is.
12. Die auf der Neuauflage vorhandene Diamonds and Pearls (Long Version) stammt vom 16. Dezember 1990. Ursprünglich nahm Prince das Stück wie Live 4 Love am 19. November 1990 mit Michael Bland, Sonny Thompson und Tommy Barbarella im Paisley Park Studio auf. Es ist der erste Song, auf dem er mit Keyboarder Barbarella zusammenarbeitete. Thompson und Barbarella waren im Paisley Park Studio und probten mit einer Band namens Flash sowie mit Mitgliedern von der aus Minneapolis stammenden Band Dr. Mambo’s Combo, in der Bland Schlagzeuger war. Am Ende der Proben fing Prince die drei Musiker ab, um mit ihnen den Song Diamonds and Pearls fertigzustellen.

### AufnahmenVault II
1. Die Version von Daddy Pop (12″ Version) stammt von Mitte Januar 1991 und wurde von Toningenieur Keith “KC” Cohen kreiert, mit dem Prince von 1990 bis 1992 zusammenarbeitete. Die Originalversion nahm Prince wie Schoolyard am 2. Juli 1990 in den Olympic Studios in London auf, wobei er alle Instrumente selbst einspielte. Eine Woche später fügte er Vocal-Overdubs von sowohl Rosie Gaines als auch von der Sängerin Elisa Fiorillo (* 1969) hinzu, die er extra aus den USA nach London hatte einfliegen lassen. Mit Fiorillo hatte Prince bereits im September 1989 zusammengearbeitet und fünf Songs für ihr im September 1990 veröffentlichtes Album I Am komponiert. In einer ersten Konfiguration von Diamonds and Pearls im Dezember 1990 platzierte er Daddy Pop als Opener, doch am 1. März 1991 verschob er den Track an die zweite Position, wie es auch bei der veröffentlichten Version der Fall ist.
2. Im November 1990 hatte die Sängerin Martika den Prince-Film Graffiti Bridge mehrfach im Kino gesehen; sie zeigte sich beeindruckt, weil einige Themen des Films denjenigen ihres entstehenden Albums entsprachen. Prince bot an, einige Songs zu ihrem neuen Album beizusteuern und nahm am 11. Januar 1991 in seinem Paisley Park Studio das Stück Martika’s Kitchen für sie auf.
3. Außerdem spielte Prince am selben Tag den Track Spirit für Martika ein, den die beiden zusammen mit Levi Seacer Jr. und dem US-Songwriter Frankie Sposato komponiert hatten. Im Frühjahr 1991 überarbeitete Martika mit ihrer Band die beiden Songs Martika’s Kitchen und Spirit und übernahm anstelle von Prince den Hauptgesang, zudem fügten ihre Musiker entsprechende Overdubs hinzu. Im August 1991 erschienen beide Tracks auf ihrem Album Martika’s Kitchen.
4. Das Stück Open Book schrieb Prince zusammen mit Levi Seacer Jr. und Martika und nahm es ebenfalls am 11. Januar 1991 im Paisley Park Studio auf. Anfangs hatte er den Song für Martika vorgesehen, doch er gab den Track an Jevetta Steele weiter, die eine eigene Version mit ihrem Hauptgesang auf ihrem Album Here It Is im Jahr 1993 herausbrachte. Ursprünglich erschien dieses Album bereits 1991, wurde aber 1993 überarbeitet und mit Open Book wieder veröffentlicht.
5. Den Song Work That Fat spielte Prince am 12. Januar 1991 im Paisley Park Studio ein. Der Arbeitstitel lautete „Martika Jam Groove“, da der Drummachine-Beat aus dem Song Martika’s Kitchen stammt. Ob Work That Fat für ein bestimmtes Projekt oder Nebenprojekt von Prince bestimmt war, ist nicht bekannt.
6. Horny Pony (Version 2) nahm Prince am 29. Januar 1991 im Paisley Park Studio auf und spielte alle Instrumente selbst ein. Die Originalversion hatte er am 7. September 1990 in den Warner Pioneer Studios in Tokio aufgenommen, als er den japanischen Teil seiner Nude-Tour absolvierte. Ursprünglich platzierte er den Song auf dem Album Diamonds and Pearls, strich ihn im Juni 1991 aber wieder von der Tracklist und ersetzte ihn durch Gett Off – „Horny Pony“ ist auf dem Rückcover des Albums noch zu lesen. Im Juli 1991 war der Track als B-Seite der Singleauskopplung von Gett Off zu finden.
7. Something Funky (This House Comes) schrieb Prince mit Tony Mosley und nahm den Track ebenfalls am 7. September 1990 in den Warner Pioneer Studios in Tokio auf. Am 27. November 1990 platzierte er den Song auf Diamonds and Pearls, entfernte ihn aber wieder und das Stück blieb unveröffentlicht. Am 19. Januar 1991 spielte Prince mit The New Power Generation den Song beim Rock in Rio II Festival. MTV filmte das gesamte Musikfestival und zeigte es als dreistündiges TV-Special im Fernsehen, doch Prince kaufte die TV-Rechte seines Auftritts und verhinderte somit eine Ausstrahlung. Die auf der Neuauflage veröffentlichte „Band Version“ stammt vom 31. Januar 1991, aufgenommen im Paisley Park Studio.
8. Auch Hold Me nahm Prince am 31. Januar 1991 im Paisley Park Studio auf. Ursprünglich spielte er das Stück für Rosie Gaines während der Nude-Tour im Juli 1990 in London ein, veröffentlichte es aber nicht. Im Oktober 1991 überarbeitete er den Song und bot ihn Anita Baker an, die den Track aber ablehnte. Dann gab er Hold Me an Jevetta Steele weiter, die Vocal-Overdubs einfügte und das Stück, zusammen mit Skip to My You My Darling, im August 1993 auf ihrem Album Here It Is herausbrachte. Ferner existiert auch eine Version mit Mayte Garcia im Hauptgesang, die Prince mit ihr Ende 1993 aufgenommen hatte, aber bis heute (2025) unveröffentlicht ist.
9. Das Instrumentalstück Blood on the Sheets spielte Prince ebenfalls am 31. Januar 1991 im Paisley Park Studio ein und ist eine überarbeitete Version von Darkside. Ähnlich wie bei diesem Song war der Öffentlichkeit bis August 2023 nicht bekannt, dass er Blood on the Sheets geschrieben hatte.
10. The Last Dance (Bang Pow Zoom and the Whole Nine) nahm Prince am 12. Februar 1991 im Paisley Park Studio auf. Das Stück basiert auf Jughead, das er wie Blood on the Sheets, Hold Me, Horny Pony und Something Funky (This House Comes) am 31. Januar aufgenommen hatte. Nach der Aufnahme von Jughead beauftragte Prince Tony Mosley, den Song zu überarbeiten und eine Remix-Version zu gestalten. Gelegentlich ließ Prince The Last Dance (Bang Pow Zoom and the Whole Nine) 1991 über die PA-Anlage seines Musikklubs Glam Slam North in Minneapolis spielen.
11. Am 13. Februar 1991 nahm Prince mit Don’t Say U Love Me den letzten Song im Paisley Park Studio für Martika auf, den er neben Love … Thy Will Be Done, Martika’s Kitchen und Spirit für sie geschrieben hatte. Alle Stücke überarbeitete die Sängerin mit ihrem Hauptgesang und brachte sie im August 1991 auf ihrem Album Martika’s Kitchen heraus. Prince’ Version von Love … Thy Will Be Done erschien postum im Juni 2019 auf dem Album Originals.

### AufnahmenVault III
1. Zwar schrieb Prince Get Blue zusammen mit Levi Seacer Jr. und nahm das Stück am 17. März 1991 im Paisley Park Studio auf, aber er spielte alle Instrumente selbst ein. Er gab es an Louie Louie (* 1970 als Louis Cordero) weiter, der Vocal-Overdubs einfügte und den Track auf seinem Studioalbum Let’s Get Started im Jahr 1993 veröffentlichte. Prince lernte Louie Louie durch die Tänzerin Cat Glover (* 1962; † 2024) kennen, die er 1987 bis 1989 in seine damalige Begleitband integrierte und zuvor bei Louie Louie war.
2. Das Stück Tip O’ My Tongue schrieb Prince, unter seinem Pseudonym „Paisley Park“, zusammen mit Kirk Johnson und spielte es am 9. April 1991 im Paisley Park Studio ein. Anschließend gab er den Track El DeBarge, der ihn mit seinen Musikern neu einspielte und mit Maurice White produzierte. DeBarge veröffentlichte den Song 1992 auf seinem Studioalbum In the Storm.
3. The Voice nahm Prince am 24. April 1991 im Paisley Park Studio auf. Der Song wurde von ihm und Rosie Gaines sowie ihrem damaligen Ehemann Francis Jules geschrieben, den sie im Sommer 1990 während der Nude-Tour kennengelernt hatte. Ursprünglich sollte der Track auf Gaines’ Album Concrete Jungle erscheinen, doch das Projekt wurde abgebrochen. Prince gab das Stück an Mavis Staples weiter, die eine Version mit ihrem Hauptgesang aufnahm und The Voice auf ihrem gleichnamigen Album 1993 herausbrachte. Der Song wurde im August 1993 auch als Vorab-Single auskoppelt.
4. Das mit Rosie Gaines gemeinsam geschriebene Stück Trouble nahm Prince mit ihr am 24. Mai 1991 in den Larrabee Sound Studios in North Hollywood auf und überarbeitete es eineinhalb Jahre später am 13. August 1992. Aber erst im Januar 2015 erschien eine von Gaines gesungene Version unter dem Titel T.R.O.U.B.L.E auf ihrer Kompilation Essential Rosie, doch Album-Credits sind nicht angegeben.
5. Alice Through the Looking Glass nahm Prince am 28. Mai 1991 in den Larrabee Sound Studios in North Hollywood auf und spielte alle Instrumente selbst ein. Dann bot er den Song Sheila E. an, die eine Version mit ihrem Hauptgesang aufnahm und das Stück am 22. Juni 2002 bei einem Livekonzert im Paisley Park Studio spielte, als sie als Vorgruppe von Prince auftrat. Doch letztendlich wurde ihre Version bis heute (2025) nicht veröffentlicht.
6. Den Song Standing at the Altar spielte Prince am 23. Juni 1991 im Paisley Park Studio ein. Er gab das Stück an die US-Sängerin Margie Cox (* 21. November 1969) weiter, die wie Prince in Minneapolis aufgewachsen war und Leadsängerin von der 1985 bis 1989 existierenden Band Ta Mara and the Seen war. Anschließend arbeitete sie bis 1994 immer wieder mit Prince zusammen, der Standing at the Altar mit Cox im Hauptgesang auf dem im August 1994 veröffentlichten Sampler 1-800 New Funk platzierte. Zudem wurde der Song im September 1994 als Single ausgekoppelt. Ursprünglich war Standing at the Altar für ein Soloalbum von Cox geplant, aber dieses Projekt blieb unveröffentlicht.
7. Auch das von Prince am 23. Juni 1991 im Paisley Park Studio aufgenommene Stück Hey U war für das Soloalbum von Margie Cox bestimmt, blieb aber ebenfalls unveröffentlicht.
8. Zwei Tage nach dem Tod von Miles Davis am 28. September 1991 nahm Prince das Instrumentalstück Letter 4 Miles im Paisley Park Studio zu Ehren des Musikers auf, veröffentlichte es aber nicht. Der Arbeitstitel lautete Miles Is Not Dead, aber am 18. Februar 1992 überarbeitete er das Stück und ließ durch das Blechbläserquintett Hornheads entsprechende Parts einfügen und benannte es anschließend in Letter 4 Miles um; diese Version ist auf der Neuauflage zu hören.
9. Den Track I Pledge Allegiance to Your Love spielte Prince am 1. Oktober 1991 im Paisley Park Studio ein. Da er zuvor auch den Song Allegiance aufnahm, wurde bis zur Album-Ankündigung von The Prince Estate im August 2023 angenommen, I Pledge Allegiance to Your Love sei identisch oder ein alternativer Name für Allegiance. Doch beide Songs unterscheiden sich gravierend und Allegiance stellte Prince Howard Hewett zur Verfügung, der das Stück auf seinem gleichnamigen Album im September 1992 veröffentlichte, während I Pledge Allegiance to Your Love unveröffentlicht geblieben ist.
10. Die Originalversion von Thunder nahm Prince am 26. Januar 1991 im Paisley Park Studio auf und platzierte sie am 1. März 1991 als Opener seines Albums Diamonds and Pearls. Am 3. Oktober 1991 überarbeitete er diese Version und kreierte eine namens Thunder Ballet, die ein fünfminütiges neu arrangiertes Segment enthält und integrierte dieses in die bereits aufgenommene Version. Die balletttaugliche Suite stellte Prince dem Joffrey Ballet zur Verfügung, das 1956 von den beiden Choreografen und Tänzern Robert Joffrey und Gerald Arpino (* 1923; † 2008) gegründet wurde. Am 27. Januar 1993 fand dann die Premiere Billboards vom Joffrey Ballet in der University of Iowa in Iowa City statt, bei der Prince aber nicht anwesend war. Billboards war ein aus vier verschiedenen Abschnitten bestehendes Rock-Ballett, das insgesamt zwölf Prince-Songs aus den Jahren 1978 bis 1991, inklusive Thunder Ballet, enthielt, die er gezielt für Billboards kreierte. Der künstlerische Leiter Arpino wurde bei der Konzeption des Balletts von der „Kreativität der Plakatwände“ inspiriert, die er auf seinen Reisen durch die USA sah. Jeder der vier Abschnitte wurde durch ein stilisiertes Plakat eingeleitet, auf dem neben dem Namen von Prince auch der des jeweiligen Choreografen stand. Billboards wurde von Kritikern überwiegend gelobt und spielte aus kommerzieller Sicht mehrere US-Millionen Dollar ein; das Ballett wurde auch in Chicago, Minneapolis, New York, San Francisco, Washington, D.C. und in Toronto (Kanada) aufgeführt. Am 8. Februar 1994 wurde die Aufführung in New York unter dem Titel Billboards auf VHS und Laserdisc veröffentlicht, auf DVD und Blu-ray Disc erschien es bisher (2025) nicht.

## Gestaltung des Covers

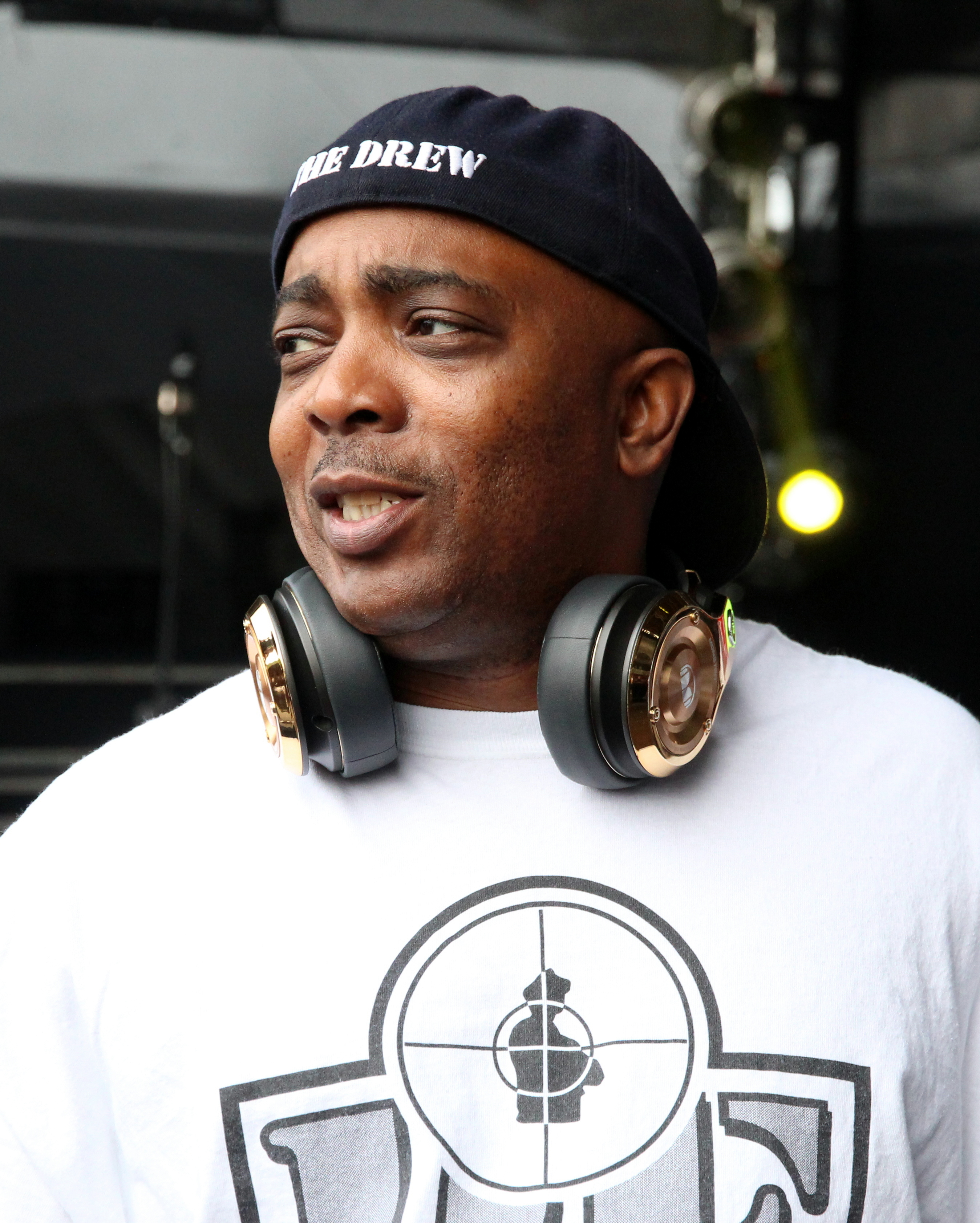
Chuck D., 2014

Im Gegensatz zum Originalalbum ist auf dem Frontcover der Neuauflage nur Prince abgebildet, ohne die beiden Tänzerinnen Lori Elle (Pseudonym „Diamond“) und Robia LaMorte (Pseudonym „Pearl“).
Die „Super Deluxe Edition“ enthält ein 120-seitiges Hardcover-Buch mit Fotos von Prince’ handgeschriebenen Liedtexten von Songs wie beispielsweise Daddy Pop, Diamonds and Pearls und Willing and Able. Zudem sind von ihm zuvor unveröffentlichte Fotos aus der Diamonds-and-Pearls-Ära zu sehen, die Fotografin Randee St. Nicholas (* 1969) aufgenommen hatte, mit der Prince von 1991 bis zu seinem Tod zusammenarbeitete. Die Liner Notes verfassten folgende sechs Personen:
- Chuck D., Gründer der Hip-Hop-Formation Public Enemy, schrieb die Einleitung
- Andrea Swensson (* Mai 1983),[40] US-amerikanische Autorin, Musikjournalistin und Radiomoderatorin in Minnesota
- De Angela L. Duff, Industrieprofessorin von der New York University Tandon School of Engineering in Brooklyn
- Duane Tudahl (* 1970), seit Anfang der 1990er Jahre in der US-Unterhaltungsindustrie tätig und Autor von Prince-Büchern sowie seit 2021 Archivar und leitender Rechercheur für The Prince Estate
- Jason Draper, britischer Musikkritiker und Autor von Prince-Büchern
- KaNisa Williams, Social-Media-Persönlichkeit, die auch unter dem Pseudonym „Darling Nisi“ bekannt ist

## Musik und Liedtexte
Die Musik ist eine stilistische Kombination aus den Musikgenres Contemporary R&B, Funk, Pop, Rock und Soul, Einflüsse von Hip-Hop und Rap sind ebenfalls vorhanden. Den Rap- und Sprechgesang-Passagen trägt vor allem Tony Mosley vor. Im Gegensatz zu Prince besitzt er eine tiefe Bariton-Stimme, die zuweilen an einen Macho erinnert und besser zur Musikrichtung Gangsta-Rap passt. Außerdem sind auf dem Album Balladen und zwei Instrumentalstücke zu hören.
Neben seinem charakteristischen Falsettgesang benutzt Prince auf dem Album auch tiefere Stimmlagen. Die Liedtexte handeln meist von zwischenmenschlichen Beziehungen, Liebe und sexuelle Anspielungen.

### Vault I
Schoolyard ist eine funkige von Soul und Pop synkopierte Nummer mit einer Orgel als dominierendes Element im Vordergrund. Rosie Gaines ist sowohl im Haupt- als auch in Backing Vocals zu hören. Im Liedtext, der von Prince zum Teil gesprochen wird, schildert er eine detaillierte Geschichte, wie er als 16-Jähriger ein 14-jähriges Mädchen namens „Carrie“ mit „tollen Körper“ verführt. Währenddessen läuft der Song Squib Cakes (1974) von Tower of Power. Doch seine Annäherungsversuche scheitern anfangs, weil sie mit Rauchen von Marihuana beschäftigt ist. Aber nach kurzer Zeit gibt sie ihre Zurückhaltung auf und beide werden intim. Prince beschreibt, wie sich das erste Mal angefühlt hat: „Nimm’ einen Handschuh, fülle ihn mit heißer Babylotion und zieh’ ihn an. Zieh’ es fest an! So war Carrie.“ Wenn die Kinder anschließend nach Hause kommen und „nur noch daran denken“, sollten besorgte Eltern sich daran erinnern, „wie man sich beim ersten Mal gefühlt hat“, lautet sein Ratschlag.
Die romantische R&B-Ballade My Tender Heart ist mit üppigen Streichern unterlegt und der von Prince zum Teil gesprochene Liedtext schildert die Geschichte einer enttäuschten Liebe; der männliche Protagonist trauert einer Frau nach, die ihn „ohne ein Wort zu sagen“ verlassen hat.
Die von Jazz angehauchte Soul-Ballade Pain besitzt einen trägen, aber entspannt wirkenden Funk-Groove, hat aber keinen typischen Refrain und von daher keinen hohen Wiedererkennungswert. Der Liedtext, der von Prince abermals zum Teil gesprochen wird, handelt von einer schwierigen Beziehung, die einen „Schmerz so tief im Herzen“ verursacht.
Die minimalistisch instrumentierte Up-tempo-Nummer Streetwalker ist aus dem Bereich Funk. Der von Prince ausschließlich im Falsett gesungene Liedtext handelt von einer Prostituierten, die zuvor seine beste Freundin war. Er bittet, ob sie „darüber reden können“, muss aber trotz seiner Bemühungen zugeben, dass es hoffnungslos ist.
Bei dem aus dem Genre Rock stammenden Song Lauriann dominiert Prince’ Gitarrenspiel. Im Liedtext will er ihr „Mann sein, auch wenn wir nicht für immer zusammen sind“. Zudem ist sie „die einzige Person, die mich wie einen Menschen behandelt, nicht wie einen Superstar“. Bereits im Booklet von 1991 des Diamonds and Pearls-Albums bedankt sich Prince bei einer „Laurianne“, wobei damals wie heute (2025) nicht bekannt ist, ob sie eine real existierende Frau in seinem Leben war.
Darkside ist ein überwiegend aus Instrumentalmusik bestehender Rocksong, bei dem Prince’ E-Gitarrenspiel dominiert. Der Liedtext besteht aus Anweisungen, die er seinen Bandmitgliedern gibt, wie beispielsweise „Come in real strong and play on the cymbals, as hard as you can, big time, loud!“ („Komm’ ganz stark rein und spiele auf den Becken, so hart wie du kannst, richtig laut!“) an Schlagzeuger Michael Bland.
Im Gegensatz zu der zuvor veröffentlichten Version von Insatiable enthält die Soul-Ballade Insatiable (Early Mix – Full Version) ein längeres Instrumental-Intro, bevor Prince mit seinem Gesang beginnt. Zudem enthält die Version am Ende einen länger gesprochenen Part von ihm. Die für Prince typische Ballade singt er überwiegend im Falsett und basiert auf drei Akkorden, die sich von Anfang bis Ende wiederholen. Im Liedtext begehrt er eine Frau namens „Martha“, mit der er das gemeinsame Liebesspiel auf Video aufnehmen möchte. Im Booklet des Originalalbums von 1991 ist bereits der vollständige Liedtext von Insatiable (Early Mix – Full Version) abgedruckt, obwohl Prince diesen in der damals veröffentlichten Version nicht komplett singt.
Im Dance-Track Glam Slam ’91 kombinierte Prince die Rhythmus-Tonspur von dem Song Love Machine aus seinem Album Graffiti Bridge (1990) mit den gesampelten Worten „glam slam“ aus dem Refrain des gleichnamigen Songs aus seinem Album Lovesexy von 1988. Der überwiegende Liedtext stammt hingegen aus Gett Off. Die Textzeile in Glam Slam ’91 „Tonight I’m a star and you’re the big dipper“ („Heute Nacht bin ich ein Stern und du bist der große Wagen“) könnte im US-amerikanischen als homosexuelle Konnotationen interpretiert werden, weswegen Prince diese in Gett Off in „Tonight you’re a star and I’m the big dipper“ („Heute Nacht bist du ein Stern und ich bin der große Wagen“) änderte, was dann nicht mehrdeutig zu verstehen ist.
Live 4 Love (Early Version) stammt aus dem Bereich Rock und wird durch Prince’ Gitarrenspiel sowie von einer monoton gespielten Bass-Figur angetrieben. Zwar umfasst der Refrain „live for love“ sechs Töne, aber der Rhythmus bietet wenig melodische Abwechslung. Zudem enthält die Version keine Soundeffekte im Vergleich zu der von 1991. In dem ernsten Liedtext mit dem Untertitel „Last Words from the Cockpit“ spielt Prince vermutlich auf den Ausbruch des zweiten Golfkriegs im Januar 1991 an und schildert die Geschichte eines jungen Kampfpiloten auf einer Mission; dieser konfrontiert sein Gewissen mit der Frage, wie er trotz seines getöteten Kumpels und den „Angriffen auf mein Flugzeug“ für die Liebe leben kann. Den Countdown am Anfang der Originalversion ließ Prince weg und der Rap von Tony Mosley ist ebenfalls nicht vorhanden – stattdessen singt Prince Textpassagen aus The Flow, veröffentlicht auf seinem Album Love Symbol im Oktober 1992.
Das Demo-artig wirkende Cream (Take 2) ist wesentlich mehr von Prince’ Gitarrenspiel dominiert als die Version von 1991 und kann von daher dem Genre Rock als R&B zugeordnet werden. Im etwas anzüglichen Liedtext begehrt er eine Frau und ermutigt sie mit der Aussage „Du hast das Horn, also warum bläst du es nicht“. Rosie Gaines wirkt in Cream (Take 2) nicht mit.
Sowohl die Melodie als auch musikalisch wirkt der Dance-orientierte Song Skip to My You My Darling nicht originell oder einprägsam. Der Songtitel spielt auf „Skip to My Lou“ an, ein in den USA beliebtes Partyspiel zum Partnertausch, der dazu dient, sich auf einer Feier kennenzulernen und in gute Laune zu kommen. Außerdem macht Prince im Liedtext eine Anspielung auf den Kinderreim „Mary Had a Little Lamb“ und deutet an, dass Kindheitsspiele nicht immer so unschuldig sind, wie sie zu scheinen seien.
Die Ballade Diamonds and Pearls (Long Version) aus dem Bereich Pop besitzt eine dekorative Melodie, die als einprägsam und markant bezeichnet werden kann und bedient sich der konventionellen Strophe, Refrain und Bridge-Struktur, wobei die Bridge in einer anderen Tonart angesiedelt ist, um für Abwechslung zu sorgen. Zudem besitzt die Bridge mit trompetenartigen Fanfaren eine leicht bombastisch wirkende Qualität und enthält ein Motiv, das die Melodie der Strophen wieder aufgreift. Insgesamt verleitet der Song ein zuweilen melodramatisches Gefühl. Diamonds and Pearls (Long Version) ist ein Liebeslied, in dem Prince seine Hingabe gegenüber einer Frau ausdrückt. Aber die Beziehung scheint von Streitigkeiten geplagt zu sein, was ihn zu der Frage veranlasst: „Wer von uns beiden hat Recht, wenn wir immer streiten?“ Er schlägt vor, den Ausgang ihrer Beziehung dem Schicksal zu überlassen und meint: „Warum können wir nicht einfach die Liebe entscheiden lassen?“

### Vault II
Daddy Pop (12” Version) ist lediglich 50 Sekunden länger als die Originalversion von 1991 und unterscheidet sich nur gering. Der Song ist aus dem Genre Funk und Pop und basiert auf einem Schlagzeug-Loop des Stücks Rock Steady (1972) von Aretha Franklin, was Prince in den Liner Notes aber nicht erwähnte. Zudem dominiert ein tief gespielter E-Bass sowie das Schlagzeugspiel von Michael Bland. Das mehrstimmige Gesangsarrangement erinnert zuweilen an Sly & the Family Stone. Der Liedtext handelt von künstlerischer Integrität und Autonomie; Prince verurteilt die Kritiker, die nicht nachvollziehen können, warum er seine Ziele so hoch steckt. Die von Elisa Fiorillo gesprochene Sätze „Oh Daddy“, „Oh yeah, ooh sock it to me“ und „Oh, you’re the best“ stammen aus dem Film Which Way Is Up? (1977), die Rappassage von Tony Mosley gegen Ende ist nicht vorhanden und der Song wird ausgeblendet.
Der Dance-orientierte Song Martika’s Kitchen besitzt eine lebendig wirkende Synthesizer-Hookline. Für Prince typisch handelt der Liedtext von Begierde und kann mehrdeutig interpretiert werden; er lädt seine Freundin in „Martika’s Kitchen“ ein, damit sie sich „etwas holen“ kann – „Du bringst den Lärm und ich das Lächeln“, zudem „kannst du alle meine Wünsche erfüllen“ und „alle meine Träume wahr machen“.
Spirit ist eine Up-tempo-Nummer und im spirituell angehauchten Liedtext betont Prince die Wichtigkeit, den eigenen Geist am Leben zu erhalten, „wenn alles verloren scheint“. Außerdem schildert er einen Traum, in dem ein Engel von einer neuen Welt sprach, „in der das Böse und all seine Sorgen wirklich tot sind“.
Open Book ist ein Slow Jam aus dem Bereich Soul mit einer ausdrucksstarken Melodie und einem spärlich, aber dramatisch wirkendes Arrangement. Prince’ Gesang wirkt verletzlich, was die melancholische Stimmung verstärkt. Der Liedtext handelt von einer gescheiterten Beziehung und ruft die Erkenntnis hervor, dass das Paar nicht füreinander bestimmt war und ihre „getrennten Träume“ sie „getrennte Wege“ gehen ließen. Martikas Song Safe in the Arms of Love aus ihrem Album Martika’ Kitchen (1991) inspirierte Prince zum Liedtext, weswegen er daraus einige Passagen zitiert und die Sängerin auch als Autorin von Open Book angab.
Die musikalische Untermalung des ebenfalls Dance-orientierten Songs Work That Fat besteht im Wesentlichen aus einem Synthesizer-Bass mit Drumcomputer-Beat, entnommen aus dem Stück Martika’s Kitchen. Seine mittels Pitch Shifting verlangsamte Stimme setzt Prince durchgehend markant ein. Der Song konzentriert sich auf den Liedtext, der Prince’ schelmischen Humor zeigt; er beschreibt den Besuch eines dicken Mädchens in seinem Haus. Offenbar blieb sie in der Tür stecken und machte ihn mit ihren Essgewohnheiten und Essenswünschen verrückt. Sie „öffnete den Eisschrank, aß alles weg. Mitternachtssnack, von wegen! Ich habe sieben Packungen Kekse gekauft, weil ich dachte, sie würden reichen. Das gibt’s doch nicht! Sie hat auch die Verpackung gegessen und mich dann angeschaut und gesagt: ‘Nigger, dich fress ich auch!’“ Aber er mag die Frauen „fett und stolz, denn wenn sie sich hinsetzen, sitzen sie überall, im ganzen Haus, auf dem Bürgersteig und überall sonst.“ Ferner fordert Prince im Liedtext einen „Mike“ zu einem Solo auf, womit eventuell Gitarrist Michael „Miko“ Weaver gemeint ist, der 1986 Mitglied in The Revolution war und letztendlich bis 1991 mit ihm zusammenarbeitete.
Horny Pony (Version 2) ist ein Funk-Song, wobei das Arrangement kaum mehr als einen dominierenden Schlagzeugbeat, ein gesampeltes Bläsermotiv und einige Rhythmusgitarrenphrasen bietet. Im Gegensatz zu der Version von 1991 ließ Prince das Intro „new dance commercial – take one“ weg und Rosie Gaines wirkt ebenfalls nicht mit. Der Liedtext ist hingegen nahezu identisch mit dem von 1991 und „Horny Pony“ ist ein Tanz, der an alle „geilen Leute“ gerichtet ist – es ist ein „Sex-Tanz“, den „alle Eltern am meisten fürchten“ und „die Konservativen am meisten verachten.“
Something Funky (This House Comes) (Band Version) ist ein Funk-Dance-Track, bei dem im Wesentlichen Tony Mosley im Hauptgesang zu hören ist. Die Textur enthält einige Samples und verschiedene Soundeffekte, ein „Boom, yeah!“-Gesang ersetzt den Refrain. Der Liedtext dient als Einführung in die Band The New Power Generation, weil Mosley eine kurze Geschichte über jedes Bandmitglied rappt, mit Ausnahme von Sonny Thompson und Tommy Barbarella, die zum Aufnahmezeitpunkt noch nicht in der Band waren. Dieser Teil wurde im Herbst 1990 aktualisiert, als Prince die beiden integrierte.
Die R&B-Ballade Hold Me singt Prince ausschließlich in seinem typischen Falsettgesang. Sein Klavierspiel und sein konventionell wirkendes Songwriting erinnert zuweilen an Songs seiner früheren Werke von For You (1978) und Prince (1979). Trotz des fröhlichen Charakters der Musik handelt Hold Me von einer nicht funktionierenden Beziehung.
Das überarbeitete Rock-Instrumentalstück Darkside nannte Prince Blood on the Sheets und wird ebenfalls von Schlagzeugspiel sowie seinem markant vorgetragenen Gitarrenspiel dominiert.
Der aus dem Hip Hop stammende Song The Last Dance (Bang Pow Zoom and the Whole Nine) verwendet sowohl musikalische Elemente als auch Liedtext aus Jughead. Trotzdem kann er als eigenständiger Track bezeichnet werden, vergleichbar mit dem Stück Violet the Organ Grinder, das auf Gett Off basiert. Der Liedtext, der überwiegend einer Unterhaltung zwischen Prince und Tony Mosley gleicht, die sich gegenseitig mit „P“ und „T“ ansprechen, handelt von schönen und flirtenden Frauen.
Don’t Say U Love Me ist erneut eine Up-tempo-Nummer aus dem Genre Pop. Der Liedtext handelt von einer gescheiterten Beziehung, die Prince mit einer Achterbahnfahrt vergleicht; er erklärt, dass er „dieses Hin und Her“ überdrüssig ist und fordert seine Geliebte auf, ihre Sachen zu packen und zu gehen.

### Vault III
Get Blue ist eine sparsam produzierte Ballade aus dem Genre Pop. Im Liedtext ermutigt Prince seine Freundin, ihre Hemmungen zu vergessen und sich von ihm „an Stellen streicheln zu lassen, die ihr Innerstes zeigen“.
Tip O’ My Tongue ist ein Midtempo-Funk-Song, der in Bezug auf Melodie, Refrain oder Hooks wenig Abwechslung bietet. Der Protagonist im Liedtext drückt seine Sehnsucht nach einer Frau aus und bittet sie, ihre Tür zu öffnen, um „Daddy zu geben, worauf er scharf ist.“
Das in Moll geschriebene R&B-Midtempo-Stück The Voice besitzt einen per Drumcomputer erzeugten Beat in Kombination mit Synthesizer-Texturen. Der Liedtext predigt die Liebe als Antwort auf das Elend in der Welt. In seiner eindringlichen Botschaft animiert Prince die Menschen, „auf die Stimme zu hören, die ruft“, was als das eigene Bewusstsein oder als Gott interpretiert werden kann.
In dem Liedtext des Funk-Dance-Tracks Trouble hat Prince „Ärger“ und „weiß nicht, was ich tun soll“, weswegen er hofft, „jemand kommt und rettet mich“.
Alice Through the Looking Glass kann dem Genre New Jack Swing zugeordnet werden. Den Titelnamen entlieh sich Prince offensichtlich von dem Kinderbuch Alice hinter den Spiegeln (1871), das im Original „Alice Through the Looking-Glass“ heißt und die Fortsetzung von Alice im Wunderland (1865) ist. Der Liedtext handelt vermutlich von einer Prostituierten mit Namen „Alice“, doch Prince singt unter anderem: „Niemand wird jemals die Bedeutung meines Songs kennen.“

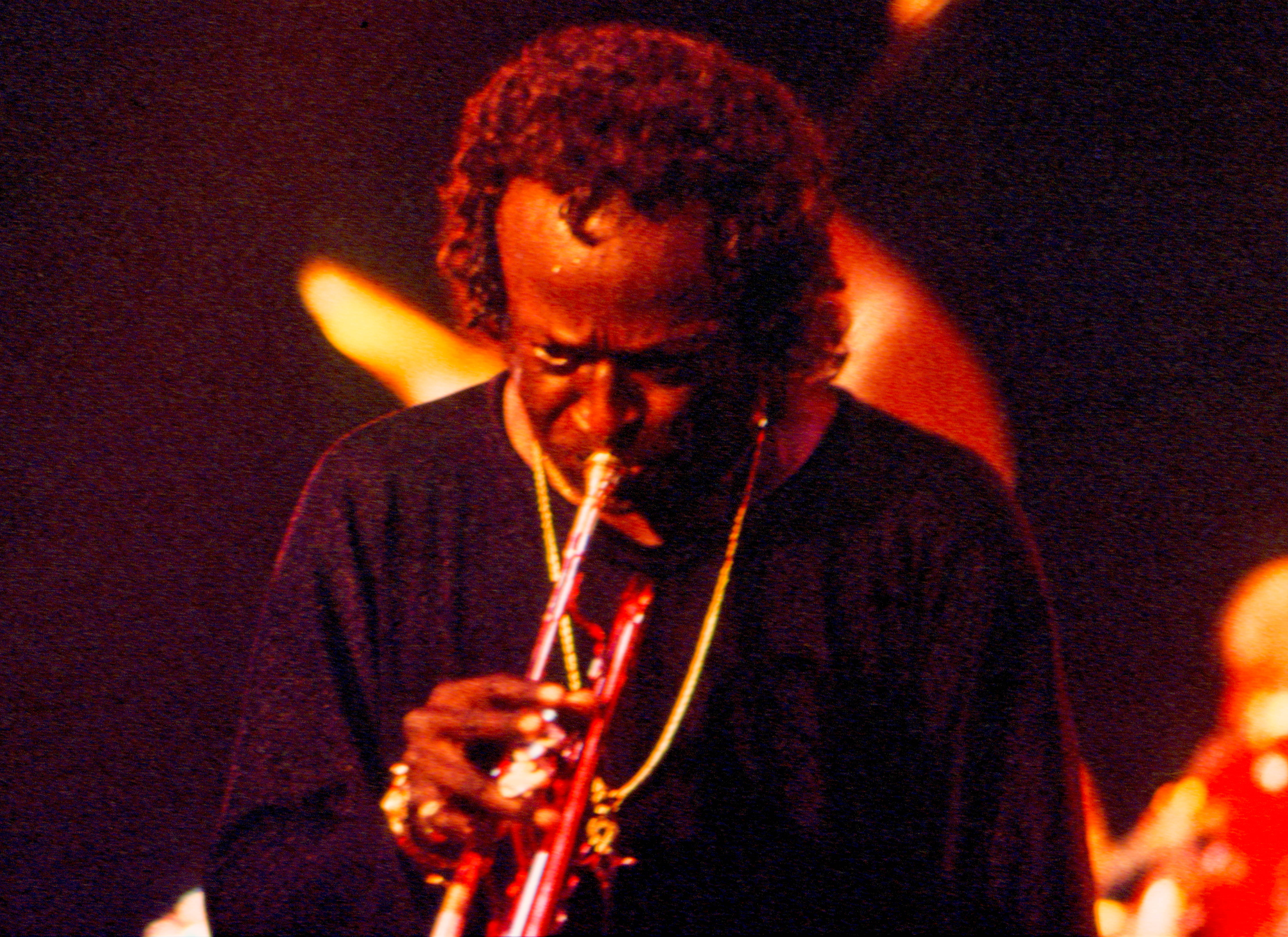
Miles Davis 1991

Standing at the Altar ist ein Popsong mit einer eingängigen, nach Sitar klingenden Gitarrenhook. Der Liedtext handelt von einer Braut, die kurz vor der geplanten Hochzeit von ihrem Mann verlassen wird. Dabei wurde Prince von der Liebesbeziehung zwischen Julia Roberts und Kiefer Sutherland inspiriert, die sich drei Tage vor ihrer geplanten Hochzeit im Juni 1991 unerwartet trennten.
Hey U ist aus dem Bereich Funk und Pop. Der Song enthält musikalische Elemente aus dem Stück Tighten Up (1968) von Archie Bell & the Drells. Das Sample „Hold it, Fred!“ ist aus der US-Sitcom Sanford and Son (1972–1977) entnommen, gesprochen von der US-Schauspielerin LaWanda Page (* 1920; † 2002).
Das Instrumentalstück Letter 4 Miles ist eine Hommage an Miles Davis. Der Song wird von Prince’ improvisiert wirkendem Klavierspiel mit Synthesizer um eine fließende Basslinie mit dezentem Schlagzeugspiel von Michael Bland dominiert, der später kommentierte: „Prince hat mir einfach gesagt: ‘Wir werden es swingen lassen.’ Ich kannte den Titel nicht und wusste auch nicht, dass es etwas mit Miles zu tun hatte.“
Die von Blues dominierte Nummer I Pledge Allegiance to Your Love singt Prince ausschließlich im Falsett; es ist der einzige Blues-Song unter den zuvor unveröffentlichten Stücken. Im Liedtext bezeichnet er sich als „seelenlose Maschine“ und ist verzweifelt. Er „habe viele Tränen geweint“ und „viele Ängste ausgestanden“, aber er fühlt sich „gesegnet zu wissen, dass es trotzdem noch jemanden gibt, der sich kümmert“, weswegen er „Treue zu deiner Liebe“ gelobt.
Die ersten drei Minuten vom Thunder Ballet sind identisch mit der Albumversion, bevor ein neuer, etwa fünf Minuten langer Abschnitt beginnt. Dieses hinzugefügte Segment besteht überwiegend aus Instrumentalmusik und ist musikalisch abwechslungsreich; es beginnt mit einem ruhig und dezent gespielten Keyboard-Motiv, das sich markant wiederholt. Anschließend baut Prince die Musik durch Hinzufügen weiterer Instrumente und Stimmen allmählich auf. Die Musik wird mit Einführung eines Staccato-Klavierthemas dynamischer und dramatischer, bevor sie in eine Passage übergeht, in der fröhlich gespielte Synthesizer-Kaskaden auf schreiende Menschen treffen. Die letzten zweieinhalb Minuten sind wieder in der Albumversion zu hören und Thunder Ballet endet schließlich nach knapp elf Minuten.

## Titelliste und Veröffentlichungen
Diamonds and Pearls (Remastered) / Single Mixes & Edits (Remastered)
| CD-1/1 | Thunder                                  | Remastered           | 5:46 | 1991: Diamonds and Pearls                           |
| CD-1/2 | Daddy Pop                                | Remastered           | 5:17 | 1991: Diamonds and Pearls                           |
| CD-1/3 | Diamonds and Pearls                      | Remastered           | 4:45 | 1991: Diamonds and Pearls                           |
| CD-1/4 | Cream                                    | Remastered           | 4:12 | 1991: Diamonds and Pearls                           |
| CD-1/5 | Strollin’                                | Remastered           | 3:47 | 1991: Diamonds and Pearls                           |
| CD-1/6 | Willing and Able a                       | Remastered           | 5:00 | 1991: Diamonds and Pearls                           |
| CD-1/7 | Gett Off                                 | Remastered           | 4:30 | 1991: Diamonds and Pearls                           |
| CD-1/8 | Walk Don’t Walk                          | Remastered           | 3:07 | 1991: Diamonds and Pearls                           |
| CD-1/9 | Jughead b                                | Remastered           | 4:56 | 1991: Diamonds and Pearls                           |
| CD-1/10 | Money Don’t Matter 2 Night               | Remastered           | 4:46 | 1991: Diamonds and Pearls                           |
| CD-1/11 | Push c                                   | Remastered           | 5:53 | 1991: Diamonds and Pearls                           |
| CD-1/12 | Insatiable                               | Remastered           | 6:39 | 1991: Diamonds and Pearls                           |
| CD-1/13 | Live 4 Love d                            | Remastered           | 6:59 | 1991: Diamonds and Pearls                           |
| CD-2/1 | Gett Off (Damn Near 10 Min.)             | Single Mixes & Edits | 9:36 | 1991: Promo-Vinyl-Maxi-Single                       |
| CD-2/2 | Gett Off (Houstyle)                      | Single Mixes & Edits | 8:24 | 1991: B-Seite der Gett Off-Maxi-Single              |
| CD-2/3 | Violet the Organ Grinder                 | Single Mixes & Edits | 5:05 | 1991: B-Seite der Gett Off-Maxi-Single              |
| CD-2/4 | Gangster Glam d                          | Single Mixes & Edits | 6:09 | 1991: B-Seite der Gett Off-Maxi-Single              |
| CD-2/5 | Horny Pony                               | Single Mixes & Edits | 4:19 | 1991: B-Seite der Single Gett Off                   |
| CD-2/6 | Cream (N.P.G. Mix)                       | Single Mixes & Edits | 5:46 | 1991: Maxiversion von Cream                         |
| CD-2/7 | Things Have Gotta Change (Tony M. Rap) d | Single Mixes & Edits | 3:58 | 1991: B-Seite der Cream-Maxi-Single                 |
| CD-2/8 | Do Your Dance (KC’s Remix)               | Single Mixes & Edits | 6:00 | 1991: B-Seite der Cream-Maxi-Single                 |
| CD-2/9 | Insatiable (Edit)                        | Single Mixes & Edits | 4:03 | 1991: Singleauskopplung (nur USA)                   |
| CD-2/10 | Diamonds and Pearls (Edit)               | Single Mixes & Edits | 4:21 | 1991: Singleauskopplung                             |
| CD-2/11 | Money Don’t Matter 2 Night (Edit)        | Single Mixes & Edits | 4:15 | 1992: Singleauskopplung                             |
| CD-2/12 | Call the Law e                           | Single Mixes & Edits | 4:21 | 1992: B-Seite der Single Money Don’t Matter 2 Night |
| CD-2/13 | Willing and Able (Edit) a                | Single Mixes & Edits | 4:17 | 1992: Promo-Single                                  |
| CD-2/14 | Willing and Able (Video Version) a       | Single Mixes & Edits | 5:09 | 1992: Diamonds and Pearls Video Collection          |
| CD-2/15 | Thunder (DJ Fade)                        | Single Mixes & Edits | 3:23 | 1992: Promo-Single                                  |
| Spieldauer: 144:59 |                                          |                      |      |                                                     |
| Autor aller Songs ist Prince; fünf Songs haben Koautorena Autor: Prince, Levi Seacer Jr., Tony Mosleyb Autor: Prince, Kirk Johnson, Tony Mosleyc Autor: Prince, Rosie Gainesd Autor: Prince, Tony Mosleye Autor: Prince, Damon Dickson, Kirk Johnson, Levi Seacer Jr., Michael Bland, Rosie Gaines, Sonny Thompson, Tommy Barbarella, Tony Mosley |                                          |                      |      |                                                     |

Diamonds and Pearls Deluxe wurde am 27. Oktober 2023 und damit 32 Jahre nach dem Originalalbum am 1. Oktober 1991 veröffentlicht. Die Neuauflage erschien in verschiedenen Ausgaben; beispielsweise als „Super Deluxe Edition“ (7 CDs inklusive Blu-ray Disc oder 12 LPs schwarzes Vinyl inklusive Blu-ray Disc) und als „Deluxe Edition“ Doppel-CD oder 4 LPs schwarzes Vinyl – beide Editionen enthalten sowohl das Remastered Originalalbum als auch Single Mixes & Edits. Ferner ist das Originalalbum als DoLP 180g Clear Vinyl und als DoLP 180g Milky White Vinyl käuflich zu erwerben, wobei diese beiden Ausgaben nur in limitierten Auflagen existieren. Zudem sind alle Editionen als Download zu beziehen.
Die erste CD „Remastered“ enthält die 13 Songs des Originalalbums, die 2023 digital nachbearbeitet wurden. Auf der zweiten CD „Single Mixes & Edits“ sind alle 15 Songs bereits in den Jahren 1991 und 1992 veröffentlicht worden, zehn davon im Jahr 1991: Am 7. Juni, Prince’ 33. Geburtstag, erschien Gett Off (Damn Near 10 Min.). Der auf 1.500 Einheiten limitierte Tonträger ist ausschließlich als Promo-Vinyl-Maxi-Single erhältlich und wurde damals nur an DJs und US-Radiostationen versandt; er gilt bis heute (2025) als Prince-Sammlerstück. Am 29. Juli war Horny Pony als B-Seite der Singleauskopplung Gett Off zu finden. Am 12. August wurden die drei Songs Gangster Glam, Gett Off (Houstyle) und Violet the Organ Grinder auf der Gett Off-Maxi-Single herausgebracht, und am 4. November die drei Tracks Cream (N.P.G. Mix), Do Your Dance (KC’s Remix) und Things Have Gotta Change (Tony M. Rap) auf der Cream-Maxi-Single. Ebenfalls am 4. November wurde Insatiable (Edit) vom Originalalbum als Single ausgekoppelt, und am 25. November Diamonds and Pearls (Edit).
Im Jahr 1992 wurden fünf Songs veröffentlicht: Am 3. März wurde Money Don’t Matter 2 Night (Edit) als Single herausgebracht, wobei Call the Law als B-Seite dient. Im Frühjahr erschien die Promo-Single Willing and Able (Edit), allerdings nur in den USA. Im Juni wurde Thunder (DJ Fade) als Promo-Single veröffentlicht, und im Oktober 1992 war Willing and Able (Video Version) erstmals auf der Diamonds and Pearls Video Collection zu finden.
Vault I / Vault II / Vault III
| CD-3/1 | Schoolyard                                          | 7:10  | Vault I   |
| CD-3/2 | My Tender Heart c                                   | 5:06  | Vault I   |
| CD-3/3 | Pain f                                              | 5:57  | Vault I   |
| CD-3/4 | Streetwalker c                                      | 4:48  | Vault I   |
| CD-3/5 | Lauriann                                            | 4:15  | Vault I   |
| CD-3/6 | Darkside                                            | 5:33  | Vault I   |
| CD-3/7 | Insatiable (Early Mix – Full Version)               | 8:01  | Vault I   |
| CD-3/8 | Glam Slam ’91                                       | 6:16  | Vault I   |
| CD-3/9 | Live 4 Love (Early Version) d                       | 7:32  | Vault I   |
| CD-3/10 | Cream (Take 2)                                      | 4:50  | Vault I   |
| CD-3/11 | Skip to My you My Darling g                         | 3:57  | Vault I   |
| CD-3/12 | Diamonds and Pearls (Long Version)                  | 5:32  | Vault I   |
| CD-4/1 | Daddy Pop (12" Version)                             | 6:07  | Vault II  |
| CD-4/2 | Martika’s Kitchen                                   | 4:21  | Vault II  |
| CD-4/3 | Spirit h                                            | 4:32  | Vault II  |
| CD-4/4 | Open Book i                                         | 4:59  | Vault II  |
| CD-4/5 | Work That Fat                                       | 4:35  | Vault II  |
| CD-4/6 | Horny Pony (Version 2)                              | 4:21  | Vault II  |
| CD-4/7 | Something Funky (This House Comes) (Band Version) d | 7:04  | Vault II  |
| CD-4/8 | Hold Me                                             | 4:36  | Vault II  |
| CD-4/9 | Blood on the Sheets (Instrumental)                  | 5:46  | Vault II  |
| CD-4/10 | The Last Dance (Bang Pow Zoom and the Whole Nine) b | 5:36  | Vault II  |
| CD-4/11 | Don’t Say U Love Me j                               | 4:20  | Vault II  |
| CD-5/1 | Get Blue k                                          | 4:42  | Vault III |
| CD-5/2 | Tip O’ My Tongue l                                  | 4:08  | Vault III |
| CD-5/3 | The Voice m                                         | 4:42  | Vault III |
| CD-5/4 | Trouble c                                           | 5:36  | Vault III |
| CD-5/5 | Alice Through the Looking Glass                     | 4:18  | Vault III |
| CD-5/6 | Standing at the Altar                               | 4:48  | Vault III |
| CD-5/7 | Hey U                                               | 6:09  | Vault III |
| CD-5/8 | Letter 4 Miles (Instrumental)                       | 4:36  | Vault III |
| CD-5/9 | I Pledge Allegiance to Your Love                    | 4:41  | Vault III |
| CD-5/10 | Thunder Ballet                                      | 10:56 | Vault III |
| Spieldauer: 180:15 |                                                     |       |           |
| Autor aller Songs ist Prince; acht Songs haben Koautorenf Autor: Prince, D. Channsin Berryg Autor: Prince, Jevetta Steele, Levi Seacer Jr.h Autor: Prince, Frankie Sposato, Levi Seacer Jr., Martikai Autor: Prince, Levi Seacer Jr., Martikaj Autor: Prince, Martikak Autor: Prince, Levi Seacer Jr.l Autor: Prince, Kirk Johnsonm Autor: Prince, Francis Jules, Rosie Gaines |                                                     |       |           |

20 der insgesamt 33 Songs auf „Vault I“, „Vault II“ und „Vault III“ waren zuvor in anderen Versionen veröffentlicht worden, die von 1991 bis 2015 auf folgenden Tonträgern erschienen:
Elf Songs wurden bereits 1991 herausgebracht – im Mai erschien Skip to My You My Darling von Jevetta Steele auf ihrem Debütalbum Here It Is, am 29. Juli war Horny Pony von Prince and The New Power Generation als B-Seite von Gett Off zu finden, am 27. August wurden die drei Songs Don’t Say U Love Me, Martika’s Kitchen und Spirit⁠ von Martika auf ihrem zweiten Studioalbum Martika’s Kitchen herausgebracht, und am 1. Oktober waren die sechs Tracks Cream, Daddy Pop, Diamonds and Pearls, Insatiable, Live 4 Love⁠ und Thunder erstmals auf dem Album Diamonds and Pearls zu hören.
Fünf Songs wurden 1992 und 1993 veröffentlicht: am 17. März 1992 erschien Tip O’ My Tongue von El DeBarge auf seinem dritten Studioalbum In the Storm, am 16. Februar 1993 wurde Get Blue von Louie Louie auf seinem zweiten Studioalbum Let’s Get Started herausgebracht, am 10. August waren Hold Me und Open Book von Jevetta Steele auf einer überarbeiteten Version ihres Debütalbums Here It Is zu finden, und am 24. August 1993 konnte erstmals The Voice von Mavis Staples auf ihrem gleichnamigen achten Studioalbum angehört werden.
Vier Tracks sind 1994 bis 2015 herausgebracht worden: am 12. August 1994 war Standing at the Altar von Margie Cox auf dem Prince-Sampler 1-800 New Funk zu finden, am 13. Juni 1995 wurde My Tender Heart von Rosie Gaines auf ihrem zweiten Studioalbum Closer Than Close veröffentlicht, am 30. September 1997 erschien Pain von Chaka Khan auf dem Soundtrack Living Single, und am 23. Januar 2015 wurde Trouble von Gaines auf ihrer Kompilation Essential Rosie veröffentlicht.

### Live at Glam Slam, 1992, Part 1 & Part 2
| CD-6/1 | Thunder                                                     | 4:18  | 1991: Diamonds and Pearls                                  |
| CD-6/2 | Daddy Pop                                                   | 6:23  | 1991: Diamonds and Pearls                                  |
| CD-6/3 | Diamonds and Pearls                                         | 5:31  | 1991: Diamonds and Pearls                                  |
| CD-6/4 | Willing and Able a                                          | 5:40  | 1991: Diamonds and Pearls                                  |
| CD-6/5 | Dead on It / Jughead b                                      | 6:52  | 1987: Black Album / 1991: Diamonds and Pearls              |
| CD-6/6 | The Sacrifice of Victor                                     | 10:05 | 1992: Love Symbol                                          |
| CD-6/7 | Nothing Compares 2 U (Duett mit Rosie Gaines)               | 4:50  | 1993: The Hits/The B-Sides                                 |
| CD-6/8 | Thieves in the Temple / It                                  | 7:01  | 1990: Graffiti Bridge / 1987: Sign “☮” the Times           |
| CD-6/9 | Sexy M.F. a                                                 | 5:45  | 1992: Love Symbol                                          |
| CD-7/1 | Insatiable                                                  | 7:42  | 1991: Diamonds and Pearls                                  |
| CD-7/2 | Cream / Well Done n / I Want U c / In the Socket c (Medley) | 13:58 | 1991: Diamonds and Pearls                                  |
| CD-7/3 | 1999 / Baby I’m a Star o / Push c (Medley)                  | 9:12  | 1982: 1999 / 1984: Purple Rain / 1991: Diamonds and Pearls |
| CD-7/4 | Gett Off                                                    | 6:10  | 1991: Diamonds and Pearls                                  |
| CD-7/5 | Gett Off (Houstyle) (inklusive The Sailor’s Hornpipe)       | 8:05  | 1991: Gett Off-Maxi-Single                                 |
| Spieldauer: 101:42 |                                                             |       |                                                            |
| Autor aller Songs ist Prince; zwei Songs haben Koautorenn Autor: Prince, David Z. Rivkin, Levi Seacer Jr.o Autor: Prince and The Revolution |                                                             |       |                                                            |

Live at Glam Slam konnte bereits ab dem 11. Oktober 2023 bei verschiedenen Streaming-Anbietern angeschaut werden, und anlässlich des Record Store Days am 12. April 2025 erschien das Livekonzert als 3-LP-Set im gelben Vinyl in einer limitierten Auflage von 4.000 Einheiten.
Das Livekonzert spielte Prince mit The New Power Generation am 11. Januar 1992 im Musikklub Glam Slam North in Minneapolis, das erst am Konzerttag angekündigt wurde und als Probe für seine bevorstehende Diamonds-and-Pearls-Welttournee von April bis Juli 1992 diente. Der Eintrittspreis betrug acht US-Dollar (damals ungefähr 12,50 DM) und der Musikklub hatte ein Fassungsvermögen von 2.200 Zuschauern. Das Konzert begann um 23:15 Uhr und endete um 01:10 Uhr. Der Musikklub gehörte damals Prince, wurde aber im September 1995 geschlossen. Einen Monat später wurde er ohne seinen Einfluss als Quest Club wiedereröffnet, brannte im Januar 2007 aber ab und wurde dann endgültig geschlossen und abgerissen.
Fünf Songs waren zum Zeitpunkt des Livekonzerts noch nicht veröffentlicht worden; die beiden Tracks Sexy M.F. und The Sacrifice of Victor brachte Prince erst im Oktober 1992 auf seinem Album Love Symbol heraus, und das von ihm für The Steeles komponierte Stück Well Done konnte erstmals im Juni 1993 auf deren Album Heaven Help Us All angehört werden. I Want U komponierte Prince zusammen mit Rosie Gaines und erschien im Mai 1995 als Vorab-Single ihres im Juni 1995 veröffentlichten Album Closer Than Close. Den Track In the Socket schrieb Prince im Juni 1991 für Gaines, aber erst am 15. Mai 2001 konnte der Song auf seiner damaliger Website NPG Music Club.com heruntergeladen werden.
The Sailor’s Hornpipe ist eine traditionelle Hornpipe-Melodie und ein damit verbundener Tanz, der seinen Ursprung in der Royal Navy hat. Das Stück wurde zirka 1798 unter dem Namen Rondo on the College Hornpipe von Joseph Dale (* 1750; † 21. August 1821) komponiert.
Als Gastsänger traten bei dem Glam-Slam-Konzert The Steeles auf, die sich aus den vier Geschwistern Fred Steele, J.D. Steele, Jearlyn Steele Battle und Jevetta Steele zusammensetzten. Prince’ Begleitband The New Power Generation bestand aus folgenden zehn Mitgliedern:
- Damon Dickson (* 30. Dezember 1960) – Backing Vocals, Tänzer
- Kirk Johnson (* 22. September 1964) – Backing Vocals, Perkussion, Tänzer
- Levi Seacer Jr. (* 30. April 1961) – Backing Vocals, Rhythmusgitarrist
- Mayte Garcia (* 12. November 1973) – Tänzerin
- Michael Bland (* 14. März 1969) – Schlagzeug
- Rosie Gaines (* 26. Juni 1960) – Backing Vocals, Keyboard
- Sonny Thompson (* 5. Januar 1956) – Backing Vocals, E-Bass
- Tommy Barbarella (* 5. November 1965) – Keyboard
- Tony Mosley (* 7. September 1962) – Backing Vocals, Rapper, Tänzer
- William ‘DJ’ Graves – Scratchen

Zudem wirkte das Blechbläserquintett Hornheads mit folgenden Mitgliedern mit:
- Brian Gallagher – Tenorsaxophon
- Dave Jensen – Trompete
- Kathy Jensen – Baritonsaxophon
- Michael B. Nelson – Posaune
- Steve Strand – Trompete

Brian Gallagher (* 23. November 1963) starb am 3. März 2016 im Alter von 52 Jahren an einer Lungenembolie. Dave und Kathy Jensen sind miteinander verheiratet.

### Blu-ray Disc
Die „Super Deluxe Edition“ enthält eine Blu-ray Disc, auf der das Livekonzert im Glam-Slam-Club zu sehen ist. Außerdem ist auch Prince’ Soundcheck am 19. Juli 1991 im Metrodome in Minneapolis für seinen Liveauftritt am Folgetag im Rahmen der Special Olympics World Summer Games 1991 zu sehen; er probt mit The New Power Generation die drei Songs Let’s Go Crazy, Baby I’m a Star und Push im Medley. Anschließend wird sein zwölfminütiger Liveauftritt am 20. Juli vor ungefähr 50.000 Zuschauern im Metrodome gezeigt. Als ersten Song spielt Prince das damals noch unveröffentlichte Stück Diamonds and Pearls, den nachfolgenden Track Let’s Go Crazy spielt er nur als 25-sekündiges Intro. Als letzter Song ist für 30 Sekunden Peter Gunn (1959) von Henry Mancini zu hören, was auf der Blu-ray Disc aber nicht erwähnt ist. Prince’ Liveauftritt wurde am 15. August 1991 im US-Fernsehen ausgestrahlt.

Außerdem wurde die Diamonds and Pearls Video Collection zum ersten Mal auf Blu-ray veröffentlicht, die ursprünglich am 6. Oktober 1992 auf VHS und Laserdisc erschienen war. Am 22. August 2006 wurde die Kompilation auch auf DVD herausgebracht. Diamonds and Pearls Video Collection ist eine Sammlung von Musikvideos, unterbrochen von Interview-Segmenten mit den damaligen Bandmitgliedern von The New Power Generation, die über ihre Rolle in der Band sprechen, gefilmt von Prince. Neben den Musikvideos zu den fünf Singleauskopplungen Cream, Diamonds and Pearls, Gett Off, Insatiable und Money Don’t Matter 2 Night sind acht weitere zu sehen.
Von den acht Videos sind fünf Songs in Liveversionen vorhanden, aufgenommen auf der Diamonds-and-Pearls-Tour im Jahr 1992. Die Einleitung Introduction geht ohne Unterbrechung direkt in den Song Thunder über und zeigt einen Liveauftritt von April oder Mai 1992 im Sydney Entertainment Centre in Australien.
Das Stück Dr. Feelgood singt Rosie Gaines, während Prince dazu Gitarre spielt. Die Aufnahme stammt von dem Livekonzert am 18. April 1992 im Flinders Park Tennis Centre, ebenfalls in Australien. Den Song schrieb Aretha Franklin 1967 zusammen mit ihrem damaligen Ehemann Ted White. Kurz bevor sie Dr. Feelgood beginnt, singt Gaines für 15 Sekunden das von Bob Marley and The Wailers geschriebene Stück Turn Your Lights Down Low (1977), was auf der Blu-ray Disc jedoch nicht erwähnt ist. Wann dieser Auftritt von Gaines stattfand, ist nicht bekannt.
Das Call the Law-Video wurde Mitte Januar 1992 und am 11. Mai 1992 sowohl im Innen- als auch im Außenbereich von Prince’ Paisley Park Studio in Chanhassen gedreht. Im Wesentlichen sind Tony Mosley mit Damon Dickson und Kirk Johnson zu sehen, wie diese zusammen mit hunderten von Menschen eine Party in dem Gebäudekomplex feiern. Am Ende des Videos fahren mehrere Polizeiwagen vor, um die Party abzubrechen. Doch Mosley nimmt Kontakt zu seinem Rechtsanwalt auf, der die Polizei besänftigen kann. Schlussendlich fährt die Polizei weg und die Party kann weitergehen. Prince ist bei der Party nicht anwesend und im Video nur selten zu sehen; er spielt im Studio C vom Paisley Park Gitarre. Das Musikvideo spiegelt den Zeitgeist der frühen 1990er Jahre wider und zeigt beispielsweise die für die damalige Zeit populären Hip-Hop-Tänze sowie Flattop-Frisuren. Regisseur war Scott McCullough, der bereits 1987 am Film Prince – Sign O’ the Times sowie 1991 an verschiedenen Musikvideos wie beispielsweise zu Gangster Glam und Violet the Organ Grinder mitgewirkt hatte.
Das Video zu Willing and Able ließ Prince ebenfalls Mitte Januar 1992 im Paisley Park Studio drehen. Abgesehen von ihm selbst wirken The New Power Generation, das Blechbläserquintett Hornheads und The Steeles mit. Im Fokus stehen die musikalischen Fähigkeiten aller Beteiligten, die den Song alle gemeinsam live spielen. Regisseurin war Sotera Tschetter, mit der Prince von 1989 bis 1992 zusammenarbeitete.
Jughead stammt vom Livekonzert am 24. Juni 1992 im Earls Court Exhibition Centre in London. Das Video ist nur 1:25 Minuten lang und zeigt, wie The New Power Generation den Song singend und tanzend auf der Bühne vortragen. Währenddessen wird Prince auf der Videoleinwand im Konzertsaal per Videoschaltung eingespielt. Man sieht, wie er sich im Backstagebereich mit „Diamond“ und „Pearl“ vergnügt; er trägt kurzzeitig eine Zwangsjacke. Diese Showeinlage vom Backstagebereich wurde während der Diamonds-and-Pearls-Tour immer gezeigt, wenn The New Power Generation Jughead präsentierten. Der Song ist auf der Diamonds and Pearls Video Collection aber nicht als Liveversion zu hören, sondern in der Studio-Albumversion, ergänzt mit Publikumsjubel.
Das Video zu Strollin’ wurde am 12. Mai 1992 in Los Angeles gedreht. Neun Tage zuvor hatte Prince den australischen Teil seiner Diamonds-and-Pearls-Tour in Sydney beendet. Der europäische Teil begann am 25. Mai 1992 in Gent, Belgien. Zu Beginn des Videos arbeitet „Diamond“ in einem Imbiss und serviert dort Essen. Nachdem sie von einem Gast, gespielt von Damon Dickson, angeschrien wird, verlässt sie wütend und abrupt ihre Arbeitsstelle. Anschließend ist sie mit „Pearl“ Rollschuh laufend und fröhlich herumtollend im Griffith Park zu sehen. Levi Seacer Jr. hält sich ebenfalls im Griffith Park auf und spielt Gitarre, während Prince im 1:25-minütigen Video nicht auftritt. Regisseur war erneut Scott McCullough.
Live 4 Love stammt wie Jughead von dem Livekonzert am 24. Juni 1992 im Earls Court Exhibition Centre in London. Während Prince den Track singt, werden auf Videoleinwand Szenen von Kriegshandlungen, meist Kampfflugzeuge, gezeigt, aber auch Blumen und Bilder, die den Frieden symbolisieren sollen. Außerdem sind Explosionen zu hören und zu sehen. Die Liveversion wurde aber aus mindestens zwei verschiedenen Konzerten zusammengeschnitten, da Prince sowohl in einem blauen als auch in einem weißen Outfit zu sehen ist.
Das Glam-Slam-Konzert wird in 2K mit Stereo-, Dolby TrueHD 5.1- und Dolby-Atmos-Ton präsentiert, die Special-Olympics-Auftritte in 1080p HD mit Stereo- und Dolby TrueHD 5.1-Ton, und die Diamonds and Pearls Video Collection in 1080p mit Stereo. Bonusmaterial ist nicht vorhanden.

### Singles
Kurz vor Prince’ 64. Geburtstag wurde am 4. Juni 2022 an alle Besucher der alljährlich stattfindenden „Prince Celebration“ im Paisley Park Studio die Vinyl-Single Diamonds and Pearls (Live at Glam Slam) verteilt. Als B-Seite dient Nothing Compares 2 U (Live at Glam); beide Liveversionen stammen von dem Konzert am 11. Januar 1992 im Musikklub Glam Slam North in Minneapolis.
Am 24. August 2023 brachte The Prince Estate ein Boxset mit Namen Diamonds and Pearls – The Singles heraus, bestehend aus den sieben Singles Gett Off, Cream, Insatiable, Diamonds and Pearls, Money Don’t Matter 2 Night, Thunder (DJ Fade) und Alice Through the Looking Glass. Alle Singles sind in perlweißem Vinyl gepresst und die Auflage bestand – in Anspielung auf das ursprüngliche Erscheinungsjahr von Diamonds and Pearls – aus 1.991 Exemplaren. Bis auf Thunder (DJ Fade) mit der B-Seite Violet the Organ Grinder sowie Alice Through the Looking Glass mit der B-Seite Horny Pony (Version 2) waren alle Singles bereits 1991 und 1992 ausgekoppelt worden. Thunder war 1992 nur im Vereinigten Königreich ausschließlich als Vinyl-Maxi-Single-Picture Disc in limitierter Auflage erhältlich.
Im Jahr 2023 erschienen sieben Songs bereits vor der Albumveröffentlichung als Download: am 24. August Alice Through the Looking Glass und Insatiable (Early Mix – Full Version), am 7. September Cream (Take 2), am 28. September Get Blue und Live 4 Love (Early Version) sowie am 20. Oktober 2023 Daddy Pop (12" Version) und Darkside.
Anlässlich des Record Store Day am 24. November 2023 brachte The Prince Estate die Maxisingle Gett Off (Damn Near 10 Min.) in seiner ursprünglichen Ausgabe mit einer auf weltweit 7.000 limitierten Auflage erneut heraus.

### Musikvideos
The Prince Estate veröffentlichte mit Cream (Take 2), Get Blue, Live 4 Love (Early Version) und Daddy Pop (12" Version) vier Musikvideos zu Songs von Diamonds and Pearls Deluxe. Das Video zu Cream (Take 2) zeigt verschiedene Prince-Fotos von 1991 und 1992 sowie Sequenzen eines Liveauftritts von ihm aus dem Jahr 1992. In Get Blue sind die handschriftlichen Notizen der Original-Aufzeichnung des Songs im Paisley Park Studio zu sehen, die aber von einem sich drehenden computeranimierten Tonband zum Teil verdeckt werden. Das Video zu Live 4 Love (Early Version) zeigt die Original-Kompaktkassette, auf der Prince das Stück ursprünglich aufgenommen hatte. Zudem ist ausschnittsweise der Liveauftritt von ihm mit The New Power Generation von der Diamonds and Pearls Video Collection zu sehen. Im Daddy Pop (12" Version)-Video ist unter anderem der von Prince handgeschriebene Original-Liedtext vom Song zu lesen.

### Coverversionen
Von dem Originalalbum aus dem Jahr 1991 nahmen verschiedene Musiker Coverversionen von Cream, Diamonds and Pearls, Gett Off und Strollin’ auf. Von den zuvor unveröffentlichten Songs auf Diamonds and Pearls Deluxe sind keine Coverversionen bekannt.

## Mitwirkende

### Musiker
Alle Songs wurden von Prince arrangiert, komponiert, produziert und vorgetragen. Zudem spielte er alle Musikinstrumente selbst ein, wobei folgende Personen die Aufnahmen ergänzten:
- Candy Dulfer – Saxophon in Glam Slam ’91
- Damon Dickson – Backing Vocals in Call the Law, Daddy Pop (12" Version), Do Your Dance (KC’s Remix), Horny Pony (Version 2), Something Funky (This House Comes) (Band Version); Backing Vocals und Perkussion in The Last Dance (Bang Pow Zoom and the Whole Nine)
- Dr. Fink – Keyboard in My Tender Heart, Pain, Streetwalker
- Eric Leeds – Saxophon in Cream (N.P.G. Mix), Glam Slam ’91, Schoolyard, Things Have Gotta Change (Tony M. Rap), Trouble
- Hornheads – Baritonsaxophon, Posaune, Tenorsaxophon, Trompete in Letter 4 Miles
- Jevetta Steele – Backing Vocals in Do Your Dance (KC’s Remix), Glam Slam ’91
- Kirk Johnson – Backing Vocals in Call the Law, Daddy Pop (12" Version), Do Your Dance (KC’s Remix), Hold Me, Horny Pony (Version 2), The Voice; Backing Vocals und Perkussion in Something Funky (This House Comes) (Band Version), The Last Dance (Bang Pow Zoom and the Whole Nine); Perkussion in Blood on the Sheets, Cream (Take 2), Open Book; nicht definierte Instrumente in Tip O’ My Tongue
- Levi Seacer Jr. – E-Bass in Darkside, Lauriann, My Tender Heart, Pain, Streetwalker; Gitarre und Backing Vocals in The Voice; Gitarre, Keyboard und Schlagzeug-Programming in Skip to My you My Darling; Rhythmusgitarrist in Blood on the Sheets, Call the Law, Cream (Take 2), Diamonds and Pearls (Long Version), Do Your Dance (KC’s Remix), Hold Me, I Pledge Allegiance to Your Love, Something Funky (This House Comes) (Band Version), The Last Dance (Bang Pow Zoom and the Whole Nine), Things Have Gotta Change (Tony M. Rap); alle Instrumente in Open Book, nicht definierte Instrumente in Martika’s Kitchen
- Michael Bland – Schlagzeug in Blood on the Sheets, Call the Law, Cream (Take 2), Daddy Pop (12" Version), Darkside, Diamonds and Pearls (Long Version), Do Your Dance (KC’s Remix), Hold Me, I Pledge Allegiance to Your Love, Lauriann, Letter 4 Miles, Live 4 Love (Early Version), My Tender Heart, Pain, Something Funky (This House Comes) (Band Version), Streetwalker
- Miko Weaver – Gitarre in Lauriann
- Rosie Gaines – Backing Vocals in Do Your Dance (KC’s Remix), Gangster Glam, Schoolyard, Trouble; Backing Vocals und Keyboard in Call the Law, Daddy Pop (12" Version), Horny Pony (Version 2), My Tender Heart, Pain, Streetwalker, The Voice; Co-Leadsängerin in Diamonds and Pearls (Long Version); Co-Leadsängerin und Keyboard in The Last Dance (Bang Pow Zoom and the Whole Nine)
- Sheila E. – Synthie-Drum-Fills in Diamonds and Pearls (Long Version) (Uncredited)
- Sonny Thompson – E-Bass in Blood on the Sheets, Call the Law, Cream (Take 2), Diamonds and Pearls (Long Version), Do Your Dance (KC’s Remix), Hold Me, Live 4 Love (Early Version), Something Funky (This House Comes) (Band Version), Things Have Gotta Change (Tony M. Rap)
- Tommy Barbarella – Keyboard in Blood on the Sheets, Diamonds and Pearls (Long Version), Do Your Dance (KC’s Remix), Hold Me, I Pledge Allegiance to Your Love, Live 4 Love (Early Version), Something Funky (This House Comes) (Band Version), Things Have Gotta Change (Tony M. Rap)
- Tony Mosley – Backing Vocals in Do Your Dance (KC’s Remix), Horny Pony (Version 2); Rap in Call the Law, Daddy Pop (12" Version), Gangster Glam, Something Funky (This House Comes) (Band Version), The Last Dance (Bang Pow Zoom and the Whole Nine), Things Have Gotta Change (Tony M. Rap)

### Technisches Personal
- Alex Tenta – Albumdesign, Artdirector
- Bernie Grundman – Lacquer Cut, Mastering, Remastering
- Charles Spicer Jr – A&R, Archiv-Produzent
- Chris James – Mixing
- Clare Fischer – Instrumentation des Orchesters in Cream (N.P.G. Mix), Things Have Gotta Change (Tony M. Rap)
- Duane Tudahl – A&R, Archiv-Produzent
- Jeff Katz – Fotografie
- Joel Larson – Fotografie
- Kevin Mazur – Fotografie
- L. Londell McMillan – A&R, Archiv-Produzent
- Mathieu Bitton – Albumdesign, Artdirector
- Randee St. Nicholas – Fotografie

### Blu-ray Disc
- Bill Hilferty – Filmeditor, Filmschnitt
- Brad Blackwood – Mastering
- Chris James – Dolby-Atmos-Mixing
- Greg Filkins – Filmabtaster, Filmkonservierung
- Jack Nitz – Fotografie
- Jessica Lim – Fotografie
- Kathleen Scovel – Produktionsleitung
- Kirk Johnson – Filmeditor
- Nancy Jundi – Veredelungsproduzentin
- Robert Borm – Executive Producer
- Samantha Casey – Produzentin
- Scott Grossman – grafische Darstellung
- Scott McCullough – Kameraoperateur, Regie
- Silvia Spinelli – Endbearbeitungsleiterin
- Susan Ricketts – Produzentin
- Thomas Galleon – Farbe, Restaurierung
- Tristan Dolce – Mixing-Assistenz

## Rezensionen
Die Neuauflage wurde von Musikkritikern besser bewertet als das Originalalbum im Jahr 1991. Oftmals wurden die vier Songs Alice Through the Looking Glass, I Pledge Allegiance to Your Love, Letter 4 Miles und Open Book lobend erwähnt. Außerdem wurde das Livekonzert sehr positiv bewertet. Die Website Metacritic errechnete eine Durchschnittsbewertung von 78 %, basierend auf sechs Rezensionen englischsprachiger Medien.
Jem Aswad von Variety gab zwar keine Note, bewertete die Neuauflage aber sehr positiv. Diamonds and Pearls Deluxe liefere „seltene Juwelen“ und das „interessanteste Material“ befinde sich auf der CD Vault III, weil die darauf zu hörenden Songs „stilistisch vielfältig“ seien und einen „erweiterten Blick darauf“ böten, wozu Prince und The New Power Generation „fähig waren“. Einige „der besten Tracks“ seien Alice Through the Looking Glass sowie I Pledge Allegiance to Your Love, ein „gefühlvoller Blues mit R&B-Einflüssen“. Standing at the Altar beschrieb Aswad als „beschwingte R&B-Ballade im Stil“ der 1980er Jahre mit Prince’ „feinstem R&B-Gesang und üppigen Begleitgesang“. In Letter 4 Miles stelle die Begleitband „ihr Können unter Beweis“. Doch „das Beste“ sei das Livekonzert im Musikklub Glam Slam North, weil The New Power Generation „in Hochform“ spiele. Es existierten „viele Neuarrangements und Vamps“ sowie „Tempowechsel und jede Menge gesungene Improvisationen“ – Prince höre sich an, „als hätte er die Zeit seines Lebens“. Es herrsche „eine Lockerheit und ein Sinn für Spaß“, der auf dem Originalalbum von 1991 „nicht wirklich vorhanden“ sei, meinte Aswad.
Das britische Musikmagazin Record Collector gab vier von fünf Sternen und bezeichnete Schoolyard als „brillant verspielt“. Weitere „bemerkenswerte“ Songs seien Alice Through the Looking Glass, „das swingende Jazz-Instrumental“ Letter 4 Miles und der „wunderschöne“ Track Open Book, der „eines der Glanzstücke“ von der Neuauflage sei. Work That Fat, „ein schmieriger Song“ mit „humorvollen Rap-Funk“, illustriere „anschaulich die widersprüchliche Natur“ von Prince und offenbare seine Fähigkeit, „einen sensiblen Dichter und einen anzüglichen Spaßvogel gleichermaßen überzeugend darzustellen“. Das Livekonzert erinnere daran, wie „elektrisierend“ er und The New Power Generation „bei Konzerten sein können“. Im Gesamtbild zeige die Neuauflage, Prince könne „immer noch überraschen“ und „transzendente Arbeit abliefern“, selbst wenn er sich „eine Hand auf den Rücken fesselte, um den typisch schrulligen Teil seiner selbst zu unterdrücken“.
Sassan Niasseri vom Rolling Stone gab ebenfalls vier von fünf Sternen und bezeichnete die Songs der Neuauflage als „komplexe Wunderwerke“. Das Boxset biete „das mittlerweile zu erwartende Volumen von einem Konzert“, aber die „Testosteron-Remixe im New Jack Swing“ der CD Single Mixes & Edits überzeugten „nicht ganz so“ wie die vorgetragenen Balladen Get Blue und Open Book. Zudem hob Niasseri „die erste Annäherung an Neureichen-Klassik“ in Thunder Ballet lobend hervor.
Rich Juzwiak von Pitchfork Media verteilte 7,8 von zehn Sternen und meinte, die Neuauflage biete „einen faszinierenden Einblick in eine produktive, wenn auch uneinheitliche Periode“ von Prince’ Musikkarriere. Verglichen mit den jeweiligen Originalversionen von 1991 sei Horny Pony (Version 2) „cooler“, und Live 4 Love (Early Version) „schwungvoller“. Den Song I Pledge Allegiance to Your Love bezeichnete Juzwiak als „mörderisch“, und Letter 4 Miles als „bewegend“. Letztendlich sei die Neuauflage „eine solide Studie über ein Genie, das seinen kreativen Höhepunkt“ aber überschritten habe. Zwar existierten „einige Perlen“, aber „zu wenige Rohdiamanten“. Dagegen beschrieb Juzwiak das Livekonzert als „fulminanten Auftritt“ und als „der absolute Wahnsinn“; „praktisch alles“ übertreffe das „Studio-Pendant“, schrieb er abschließend.
Sven Kabelitz von laut.de gab drei von fünf Sternen. Zwar enthielten die zuvor unveröffentlichten Songs „viel Interessantes“, aber „wirklich aus der Masse“ steche nur My Tender Heart heraus. Deswegen steige „der druckvolle Konzertmitschnitt aus dem Glam Slam Nightclub“ „zum Highlight“ auf.
Tom Doyle von der britischen Musikzeitschrift Mojo verteilte auch drei von fünf Sternen. Die Bandbreite der zuvor unveröffentlichten Songs reiche „dabei von eher kitschig“ wie in Horny Pony (Version 2) und Schoolyard bis hin zu „verblüffend banal“, böten aber „dennoch einen echten Einblick in Prince’ kreativen Geist“. Zu den Höhepunkten gehörten Letter 4 Miles, The Voice und „vor allem“ Alice Through the Looking Glass mit Prince’ „Camille-artigem Falsett und verwirrenden semitonalen Gesangswechseln“ im Refrain. Letztendlich könne sich der „moderne Hörer einen Spaß daraus machen“, aus den Outtakes der Neuauflage „ein stärkeres und befriedigenderes Album“ als das Originalalbum von 1991 zusammenzustellen, zog Doyle als Fazit.

## Kommerzieller Erfolg

### Chartplatzierungen
Das Originalalbum von 1991 bis 2025
| ChartsChartplatzierungen       | Höchstplatzierung | Wochen |
| ------------------------------ | ----------------- | ------ |
| Deutschland (GfK)              | 8 (56 Wo.)        | 56     |
| Österreich (Ö3)                | 4 (32 Wo.)        | 32     |
| Schweiz (IFPI)                 | 3 (32 Wo.)        | 32     |
| Vereinigtes Königreich (OCC)   | 2 (60 Wo.)        | 60     |
| Vereinigte Staaten (Billboard) | 3 (46 Wo.)        | 46     |

Wiedereinstieg durch die Neuauflage im November 2023
| ChartsChartplatzierungen       | Höchstplatzierung | Wochen |
| ------------------------------ | ----------------- | ------ |
| Deutschland (GfK)              | 12 (1 Wo.)        | 1      |
| Österreich (Ö3)                | 9 (1 Wo.)         | 1      |
| Schweiz (IFPI)                 | 11 (1 Wo.)        | 1      |
| Vereinigtes Königreich (OCC)   | 50 (1 Wo.)        | 1      |
| Vereinigte Staaten (Billboard) | 85 (1 Wo.)        | 1      |

### Auszeichnungen für Musikverkäufe
| Land/Region                  | Auszeichnungen für Musikverkäufe (Land/Region, Auszeichnung, Verkäufe) | Verkäufe    |
| ---------------------------- | ---------------------------------------------------------------------- | ----------- |
| Australien (ARIA)            | 4× Platin                                                              | 280.000     |
| Deutschland (BVMI)           | Platin                                                                 | 500.000     |
| Europa (IFPI)                | Platin                                                                 | (1.000.000) |
| Frankreich (SNEP)            | 2× Platin                                                              | 600.000     |
| Kanada (MC)                  | Platin                                                                 | 100.000     |
| Neuseeland (RMNZ)            | Platin                                                                 | 15.000      |
| Niederlande (NVPI)           | Platin                                                                 | 100.000     |
| Österreich (IFPI)            | Platin                                                                 | 50.000      |
| Schweden (IFPI)              | Gold                                                                   | 50.000      |
| Schweiz (IFPI)               | Platin                                                                 | 50.000      |
| Spanien (Promusicae)         | Platin                                                                 | 100.000     |
| Vereinigte Staaten (RIAA)    | 2× Platin                                                              | 2.000.000   |
| Vereinigtes Königreich (BPI) | 3× Platin                                                              | 900.000     |
| Insgesamt                    | 1× Gold · 19× Platin ·                                                 | 4.745.000   |

Hauptartikel: Prince/Auszeichnungen für Musikverkäufe

## Grammy-Nominierung
Die „Super Deluxe Edition“ wurde bei den Grammy Awards 2025 in der Kategorie „Best Historical Album“ nominiert, gewann aber nicht.